# Irina Schönberger
Irina Nicoletta Schönberger (* 2. August 1994 in Hermannstadt) ist eine deutsche Boxerin.

## Karriere
Schönberger trainierte bisher im Pugilist Boxing & Fitness Gym in Bruchsal, dem MBC Ludwigsburg und dem Olympiastützpunkt Heidelberg, zwei ihrer Trainer sind Slawa Kerber und Zoltan Lunka. Ihr größter Erfolg im Nachwuchsbereich war der Gewinn der Goldmedaille im Mittelgewicht bei der Jugend-Europameisterschaft 2012 im polnischen Władysławowo.
Sie wurde 2014 Deutsche Meisterin im Halbweltergewicht sowie 2017 Deutsche Meisterin im Mittelgewicht und war darüber hinaus Teilnehmerin der Weltmeisterschaft 2014, der Europameisterschaft 2018, der Weltmeisterschaft 2018 und der Weltmeisterschaft 2019.
Als Gewinnerin der nationalen Olympiaqualifikation war sie für die europäische Olympiaqualifikation 2020 in London nominiert, welche jedoch aufgrund der COVID-19-Pandemie abgesagt wurde. Bei der Fortsetzung 2021 in Paris nahm sie dann aufgrund ihrer Schwangerschaft nicht mehr teil.
2022 wurde sie erneut Deutsche Meisterin im Mittelgewicht, war Viertelfinalistin der Europameisterschaft in Budva und auch Teilnehmerin der Weltmeisterschaft, wo sie jedoch krankheitsbedingt keine Kampffreigabe erhielt.
Ihr bis dahin größter Erfolg war der Gewinn einer Bronzemedaille im Mittelgewicht bei den Europaspielen 2023 in Krakau.

## Sonstiges
Schönberger ist Sportsoldatin der Bundeswehr, Mutter einer Tochter und hat eine Ausbildung als Fachkraft für Lagerlogistik bei der Firma Heidelberger Druckmaschinen abgeschlossen.